# Lancia Lambda
El Lancia Lambda és automòbil de turisme fabricat per la marca italiana Lancia entre 1923 i 1931.
Al Saló de l'automòbil de París i Londres de 1922, es presentaria oficialment al públic el model Lancia Lambda, la producció en sèrie començaria el 1923 paral·lelament a la del Lancia Trikappa. El Lambda presentava característiques avançades per a l'època, com radiador circular, suspensió posterior semi-independent, i sobretot una estructura monocasc del xassís presentada per primera vegada en un cotxe de producció. Del lambda es fabricaria 9 sèries durant 8 anys fins a 1931 i es comercialitzarien prop de 13.000 unitats.
Si bé les vendes del model Lambda van ser relativament bones, aquest no era capaç de satisfer els gustos de la clientela més exigent (sobretot fora d'Itàlia), que reclamaven una automòbil de més cilindrada i prestigi, així, Lancia va presentar a la sala de París de 1929 una versió esportiva del Lambda, el model Dilambda.

## Galeria

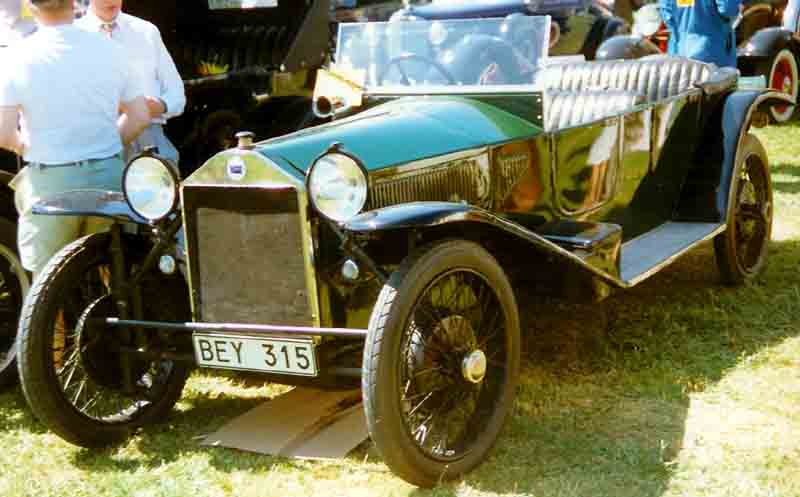
Lancia Lambda 1923.
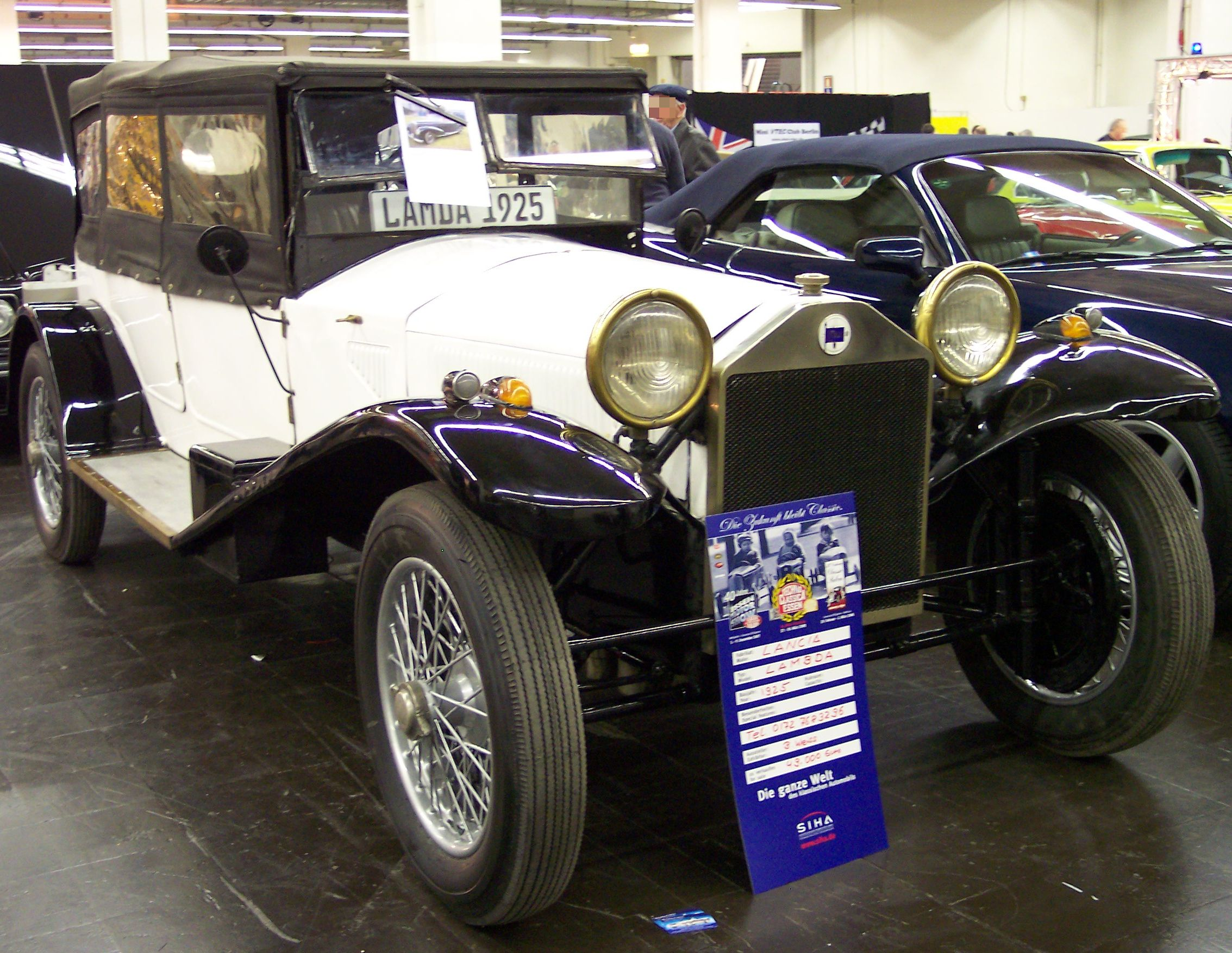
Lancia Lambda 1925.
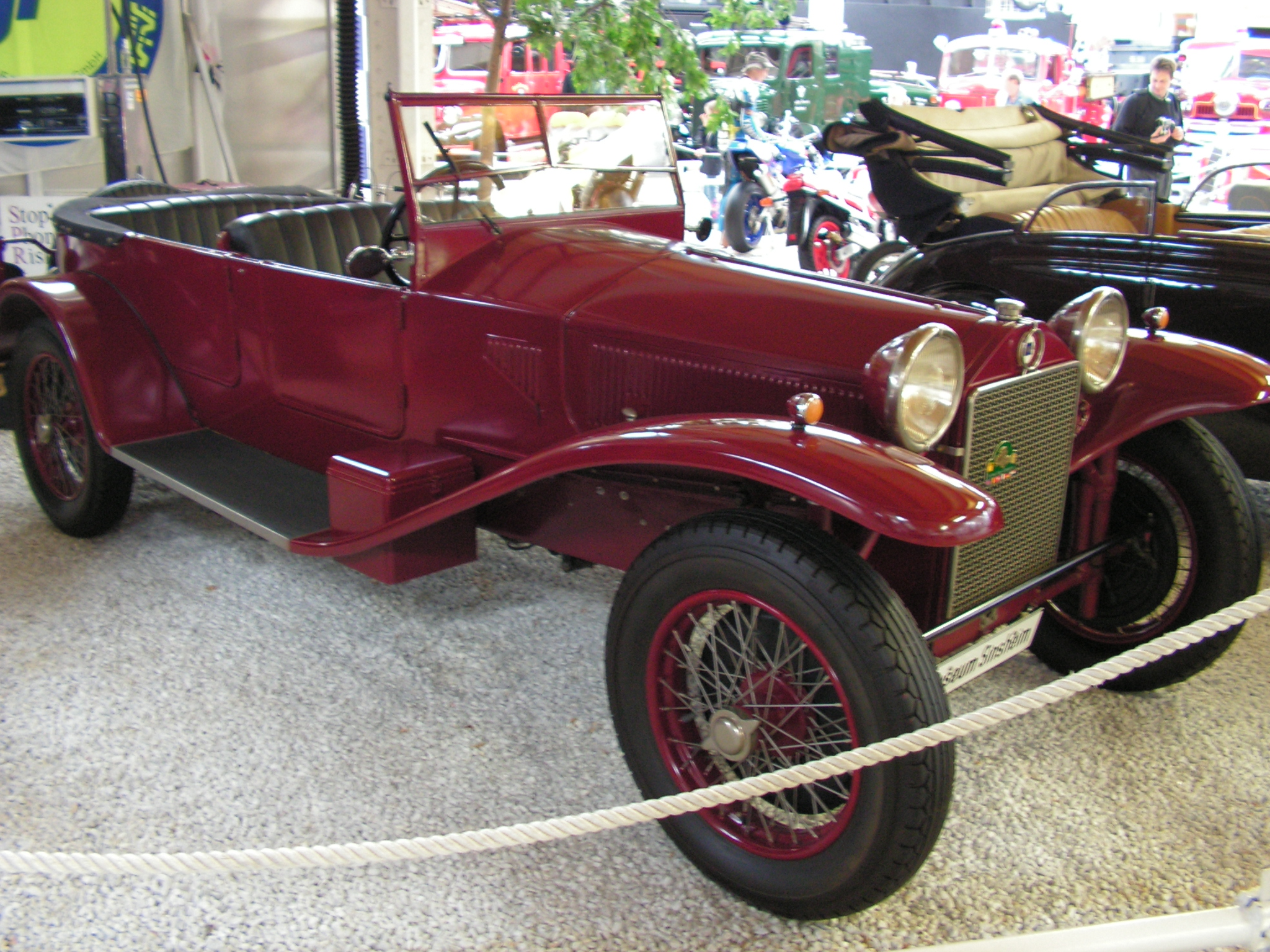
Lancia Lambda 1926.